# Luoyuan
För andra betydelser, se Luoyuan (olika betydelser).
Luoyuan är ett härad inom provinshuvudstaden Fuzhou i provinsen Fujian i sydöstra Kina. 

## Administrativ indelning
Luoyuan är indelat i sex köpingar, fem socknar (varav en etnisk minoritetssocken) samt en administrativ enhet på sockennivå.
Köpingar (zhen):

- Feizhu (飞竹镇)
- Fengshan (凤山镇)
- Jianjiang (鉴江镇)
- Qibu (起步镇)
- Songshan (松山镇)
- Zhongfang (中房镇)

Socknar (xiang):

- Baita (白塔乡)
- Bili (碧里乡)
- Hongyang (洪洋乡)
- Xilan (西兰乡)

Etnisk minoritetssocken (zu xiang):
- Huokou (霍口畲族乡) (för shefolket)

Område på sockennivå:
- Luoyuanwan hamnområde (罗源湾)